# Laccophilus saegeri
Laccophilus saegeri är en skalbaggsart som beskrevs av Guignot 1958. Laccophilus saegeri ingår i släktet Laccophilus och familjen dykare. Inga underarter finns listade i Catalogue of Life.